# Waleri Jewgenjewitsch Kolegow
Waleri Jewgenjewitsch Kolegow (russisch Валерий Евгеньевич Колегов, wiss. Transliteration Valerij Evgen'evič Kolegov, * 29. November 1995 in Taschtagol) ist ein ehemaliger russischer Snowboarder. Er startete in den Paralleldisziplinen.

## Werdegang
Kolegow nahm  im Januar 2011 in Adelboden erstmals am Europacup teil, wobei er den 48. Platz im Parallel-Riesenslalom errang. Beim Europäischen Olympischen Winter-Jugendfestival 2011 im Rejdice wurde er Siebter im Snowboardcross und holte im Parallel-Riesenslalom die Bronzemedaille. Im März 2011 kam er bei den Juniorenweltmeisterschaften in Chiesa in Valmalenco auf den 17. Platz im Parallel-Riesenslalom und auf den 15. Rang im Parallelslalom. In der Saison 2011/12 gab er in Moskau sein Debüt im Snowboard-Weltcup, welches er auf dem 43. Platz im Parallelslalom beendete und gewann bei den Juniorenweltmeisterschaften 2012 in der Sierra Nevada im Parallelslalom sowie im Parallel-Riesenslalom jeweils die Goldmedaille. In der folgenden Saison wurde er mit zwei Podestplatzierungen Fünfter in der Parallel-Wertung des Europacups und holte bei den Juniorenweltmeisterschaften 2013 in Erzurum die Silbermedaille im Parallelslalom. Zudem errang er dort den sechsten Platz im Parallel-Riesenslalom. Bei seiner einzigen Teilnahme an Olympischen Winterspielen im Februar 2014 in Sotschi belegte er den 28. Platz im Parallelslalom und den 19. Rang im Parallel-Riesenslalom. Im folgenden Monat holte er im Parallelslalom in Ratschings seinen einzigen Sieg im Europacup und bei den Juniorenweltmeisterschaften in Chiesa in Valmalenco die Goldmedaille im Parallel-Riesenslalom. Zudem errang er dort den 22. Platz im Parallelslalom.
Nachdem Plätzen 17, 33 und 34 im Weltcup zu Beginn der Saison 2014/15, wurde Kolegow bei den Snowboard-Weltmeisterschaften 2015 am Kreischberg Vierter im Parallel-Riesenslalom. Beim folgenden Weltcup in Rogla erreichte er mit Platz sechs seine erste von insgesamt drei Top-Zehn-Platzierungen im Weltcup. Dies war zugleich sein bestes Resultat im Weltcup und errang mit dem 24. Platz im Parallel-Weltcup sowie den 18. Platz im Parallel-Riesenslalom-Weltcup seine besten Gesamtergebnisse. Bei den Juniorenweltmeisterschaften 2015 in Yabuli gewann er die Silbermedaille im Parallelslalom und kam im Parallel-Riesenslalom auf den 11. Platz. Auch in der Saison 2015/16 errang er den 24. Platz im Parallel-Weltcup. Seine beste Platzierung dabei waren zwei 13. Plätze. Bei den Snowboard-Weltmeisterschaften 2017 in der Sierra Nevada belegte er den 22. Platz im Parallel-Riesenslalom und bei der Winter-Universiade 2019 in Krasnojarsk den siebten Platz im Parallel-Riesenslalom. Seinen 53. und damit letzten Weltcup absolvierte er im Dezember 2019 in Bannoye, welchen er auf dem 17. Platz im Parallel-Riesenslalom. beendete.

## Teilnahmen an Weltmeisterschaften und Olympischen Winterspielen

### Olympische Winterspiele
- 2014 Sotschi: 19. Platz Parallel-Riesenslalom, 28. Platz Parallelslalom

### Snowboard-Weltmeisterschaften
- 2015 Kreischberg: 4. Platz Parallel-Riesenslalom
- 2017 Sierra Nevada: 22. Platz Parallel-Riesenslalom

## Weltcup-Gesamtplatzierungen
| Saison  | Parallel | Parallel | Parallel-Riesenslalom | Parallel-Riesenslalom | Parallelslalom | Parallelslalom |
| Saison  | Punkte   | Platz    | Punkte                | Platz                 | Punkte         | Platz          |
| ------- | -------- | -------- | --------------------- | --------------------- | -------------- | -------------- |
| 2012/13 | 42       | 64.      | 18                    | 61.                   | 24             | 57.            |
| 2013/14 | 157      | 43.      | 120                   | 35.                   | 37             | 52.            |
| 2014/15 | 1004     | 24.      | 766                   | 18.                   | 238            | 35.            |
| 2015/16 | 644      | 24.      | 244                   | 28.                   | 400            | 21.            |
| 2016/17 | 656,9    | 29.      | 582                   | 27.                   | 74,9           | 41.            |
| 2017/18 | 845,5    | 33.      | 643,5                 | 32.                   | 202            | 28.            |
| 2018/19 | 455      | 40.      | 229                   | 39.                   | 226            | 31.            |
| 2019/20 | 140      | 52.      | 140                   | 46.                   | -              | -              |